# Фунъя-но Асаясу
Фунъя-но Асаясу или Бунъя-но Асаясу (文屋朝康, конец IX века — начало X века) — японский поэт периода Хэйан.
Его отцом был поэт Фунъя-но Ясухидэ.
Его стихотворение в Хякунин иссю № 37:
37. 文屋朝康

白露を

風のふきしく

秋の野は

つらぬきとめぬ

玉ぞちりける

Fun'ya no Asayasu

Shiratsuyu o

Kaze no fukishiku

Aki no no wa

Tsuranuki tomenu

Tama zo chiri keru

Фунъя но Асаясу

Сирацую о

Кадзэ но фукисику

Аки но но ва

Цурануки томэну

Тама дзо тири кэру

Фунъя-но Асаясу

Шумит над полем,

усеянным росою,

осенний ветер,—

как много чудных перлов

нанизано повсюду!

Перевод Н. Новича (Бахтина), 1905
Считается, что это стихотворение было написано по распоряжению императора Дайго в 900 году.